# O Amor Acontece (reality show)
O Amor Acontece é uma experiência de televisão inovadora entre duas pessoas que não se conhecem, mas têm um sonho em comum: encontrar a sua cara metade. 
O programa da TVI é apresentado por Maria Cerqueira Gomes e Pedro Teixeira.
Estreou a 4 de julho de 2021. Trata-se de uma adaptação do original holandês Let Love Rule.

## Sinopse
Os solteiros encontram-se pela primeira vez na casa onde vão morar juntos. Todas as semanas teremos 4 casais, que vivem em 4 casas idílicas e de sonho (na praia, na serra, no campo e no moinho).
O primeiro encontro de cada casal deve durar no mínimo 24 horas e no máximo 4 dias, e o espetador vai poder acompanhar todos os passos da vida do recém casal, que pode ou não resultar. Ao final de cada dia, os participantes vão decidir se querem continuar a viver a experiência ou seguir caminhos separados, havendo espaço para um novo casal.
Os primeiros dois dias de cada casal são puramente dedicados ao romance, mas se superarem dois dias juntos, ao terceiro dia recebem o melhor amigo ou amiga de cada um, para que sejam apresentados. Mas a maior prova de fogo chega ao quarto dia, quando o casal recebe um familiar para uma refeição de apresentação. Depois destas provas na nova relação, chega a altura dos 4 casais contarem como foi a experiência e de revelarem se continuam ou não a relação, numa cerimónia emocionante e de nervos!
Depois de muitos meses de solidão, em que as relações ficaram fragilizadas, chegou a altura de promovermos encontros. Vamos ter certamente desfechos surpreendentes que podem vir a ser grandes histórias de amor ou, por outro lado, grandes desilusões…

## Equipa
Apresentadores
| Nome                  | Bloco        |
| --------------------- | ------------ |
| Maria Cerqueira Gomes | A Reunião    |
| Pedro Teixeira        | A Reunião    |
| Mafalda de Castro     | Diário       |
| Mafalda de Castro     | O Comentário |
| Mafalda de Castro     | A Discussão  |
| Mafalda de Castro     | Extra        |

Repórter
| Nome              |
| ----------------- |
| Daniela Magalhães |

Comentadores
| Nome                |
| ------------------- |
| Andreia Filipe      |
| Flávio Furtado      |
| Laura Brás          |
| Luísa Castel-Branco |
| Joana Albuquerque   |
| Susana Dias Ramos   |
| Gilmário Vemba      |
| Helena Isabel       |
| Quintino Aires      |
| Cinha Jardim        |

## Participantes
| Semana                       | Casa da Praia                         | Casa da Serra                     | Casa de Campo                      | Moinho                             |
| ---------------------------- | ------------------------------------- | --------------------------------- | ---------------------------------- | ---------------------------------- |
| 4 a 11 de julho              | Catarina Mendes e Tiago Falcão        | Ide Souza Vieira e Jorge Santos   | Joana Barroso e Miguel Cruz        | Cláudia Sousa e Diogo Nasser       |
| 11 a 18 de julho             | Marlene Martins e Hugo Palma          | Helena Neres e Alexandre Faleiro  | Sofia Freitas e Miguel Godinho     | Inês Cunha e João Nogueira         |
| 18 a 25 de julho             | Isabel Santos e Abel Mendes           | Rute Marques e Luís Ferreira      | Maria João Afonso e Júlio Vilaça   | Nair Ferreira e Hélder Café        |
| 25 de julho a 1 de agosto    | Carminda Bairua e João Santos         | Ana Catarina Lopo e Nedy Dias     | Mila Real e José Afonso            | Ana Filipa e Miguel Cruz           |
| 1 a 8 de agosto              | Flora Costa e Diogo Airosa            | Catarina Beiramar e João Dias     | Isabel Moreira e Luís Sousa        | Jéssica Cipriano e Pedro Fernandes |
| 8 a 15 de agosto             | Tatiana Ribeiro e Jorge Ribeiro       | Cátia Marques e Davide Cordeiro   | Ana Santos e Miguel Simões         | Delfina Silva e João Nogueira      |
| 15 a 22 de agosto            | Cristina Leitão e Francisco Santos    | Tamila Pires e Ricardo Fernandes  | Raquel Jorge e José Tavares        | Diogo Machado e Paulo Válter       |
| 22 a 29 de agosto            | Ana Catarina Lopo e David Moreira     | Lorena Fernandes e Flávio Galleno | Isabel Farinha e Vítor Sousa       | Raquel Jorge e José Tavares        |
| 29 de agosto a 5 de setembro | Cláudia Morgado e António Carvalho    | Susana Mendes e Rui Pedro         | Margarida Duarte e António Gabriel | Helena Ribeiro e Paulo Estradas    |
| 5 a 11 de setembro           | Maria Eduarda Ánandii e Joaquim Silva | Daniela Araújo e Miguel Cruz      | Joana Barroso e Vítor Rodrigues    | Ana Patrícia Santos e Diogo Airosa |